# حلاف الثانية
حلاف الثانية ماشاف الحسن (بالفارسية: حلاف دو) هي قرية في إيران وتقع في ريف الهايي يقدر عدد سكانها بـ 337 نسمة بحسب إحصاء 2016.